# Topsy
Topsy — realtime поисковая система, специализирующаяся на поиске по социальным медиа, таким как блоги, твиттер, сообщения в социальных сетях.

## История
Запуск Topsy состоялся 26 мая 2009 года. Запуску предшествовали три года разработки. В 2009 году Topsy получила ~15 млн $ инвестиций, ещё 15 млн $ были получены в марте 2011 года.
В октябре 2011 года Topsy запустила поиск по публичным сообщениям в социальной сети Google Plus.
В декабре 2013 года Topsy была куплена компанией Apple за $200 млн.

## Интересные факты
В феврале 2012 Topsy и Яндекс официально заявили о партнерстве.
Результаты Topsy используются Яндексом для realtime поиска.